# Leptochilus ebmeri
Leptochilus ebmeri är en stekelart som beskrevs av Gusenleitner 1985. Leptochilus ebmeri ingår i släktet Leptochilus och familjen Eumenidae. Inga underarter finns listade i Catalogue of Life.